# Томмі Альбелін
Томмі Альбелін (швед. Tommy Albelin; 21 травня 1964, м. Стокгольм, Швеція) — шведський хокеїст, захисник.
Вихованець хокейної школи ХК «Броммапойкарна». Виступав за «Юргорден» (Стокгольм), «Квебек Нордікс», «Галіфакс Цитаделс» (АХЛ), «Нью-Джерсі Девілс», «Ютіка Девілс» (АХЛ), «Олбані Рівер-Ретс» (АХЛ), «Калгарі Флеймс».
В чемпіонатах НХЛ — 956 матчів (44+211), у турнірах Кубка Стенлі — 81 матч (7+15).
У складі національної збірної Швеції учасник зимових Олімпійських ігор 1998 (4 матчі, 0+0); учасник чемпіонатів світу 1985, 1986, 1987, 1989 і 1997 (48 матчів, 6+10); учасник Кубка Канади 1987 і 1991 (12 матчів, 2+1); учасник Кубка світу 1996 (4 матчі, 1+0). У складі молодіжної збірної Швеції учасник чемпіонатів світу 1983 і 1984.
Досягнення
- Володар Кубка Стенлі (1995, 2003)
- Чемпіон світу (1987), срібний призер (1986, 1997)
- Чемпіон Швеції (1983), срібний призер (1985)

Тренерська кар'єра
- Асистент головного тренера «Нью-Джерсі Девілс» (2007–10, 2014–15, НХЛ)
- Асистент головного тренера національної збірної Швеції на зимових Олімпійських іграх 2010
- Асистент головного тренера «Олбані Рівер-Ретс» (2010–14, АХЛ)
- Асистент головного тренера «Торонто Мейпл Ліфс» (2016–18, НХЛ)
- Асистент головного тренера «Нью-Йорк Айлендерс» (2024–, НХЛ)

Родина
Син Адам теж колишній хокеїст.